# Charles de Mérode-Westerloo

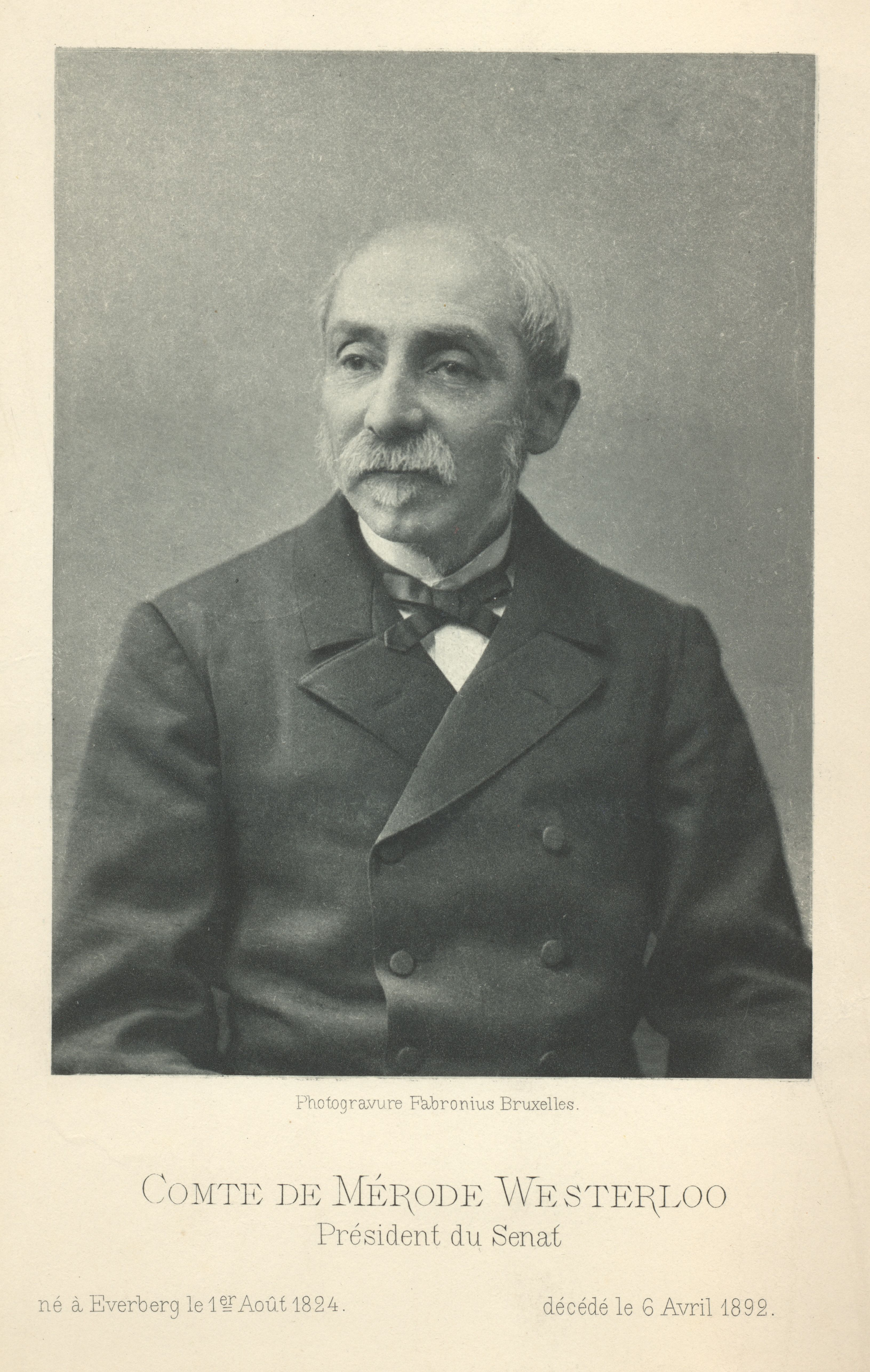
Charles de Mérode-Westerloo (um 1890)

Charles-Antoine-Ghislain (Karel) Graf de Merode-Westerloo, 10. Markgraf von Westerlo, 7. Prinz von Rubempré und 4. Prinz von Grimbergen (* 1. August 1824 in Everberg, Flämisch-Brabant, Belgien; † 6. April 1892 in Brüssel) war ein belgischer Diplomat, Politiker der Katholischen Partei und Präsident des belgischen Senats.

## Biografie
Er stammte aus dem Adelsgeschlecht de Merode. Sein Vater war der Philosoph und Senator Henri de Merode und der älteste von vier Brüdern, die alle eine maßgebliche Rolle bei der Errichtung des Königreichs Belgien spielten. Die weiteren Brüder waren der Kriegsminister und Minister ohne Geschäftsbereich Félix de Mérode, der bei den Gefechten um die belgischen Revolution gefallene Frédéric de Merode sowie Werner de Merode, Mitglied des ersten Nationalkongresses sowie der Abgeordnetenkammer. Seine Mutter war Louise Jeanne de Thézan du Poujol (* 14. Januar 1805; † 27. April 1862).
Er selbst wurde nach dem Tode seines Vaters 1847 Grundeigentümer und Besitzer von Schloss Westerlo. Daneben war er als Diplomat tätig und Gesandter und Bevollmächtigter Minister in Spanien. Nach seiner Rückkehr wurde er Mitglied der Abgeordnetenkammer sowie später des Senats. Darüber hinaus war er zwischen 1879 und 1892 Bürgermeister von Westerlo.
Zuletzt war er vom 10. November 1885 bis zu seinem Tod Präsident des Senats. Für seine Verdienste wurde ihm am 9. Juni 1890 zusammen mit Théophile de Lantsheere und Henri t’Kint de Roodenbeke der Ehrentitel Staatsminister verliehen.
Er heiratete am 8. Oktober 1849 in Paris die Prinzessin Marie von Arenberg (* 15. November 1830; † 11. Juni 1905). Das Paar hatte mehrere Kinder:
- Alix (* 2. September 1850; † 15. März 1922) ⚭ 18. Juni 1878 Guillaume Louis de la Roche-Aymon (1851–1940)
- Jeanne (* 28. Februar 1853; † 1. Juni 1944)
- Henri (* 28. Dezember 1856; † 13. Juli 1908), Bürgermeister von Westerlo und Präsident des Senats sowie Außenminister ⚭ 4. September 1883 Nathalie von Croy (* 14. Juli 1863; † 2. September 1957)